# Liste de films tournés en Polynésie française
Plusieurs œuvres cinématographiques et télévisuelles ont été tournés en Polynésie française.

## Liste
Liste à compléter de films, téléfilms, feuilletons télévisés, films documentaires... tournés en Polynésie française classés par commune et lieu de tournage et date de diffusion.

## M
- Makatea
  - 1959 : L'Ambitieuse d'Yves Allégret

## P
- Papeete
  - 1959 : L'Ambitieuse d'Yves Allégret
  - 1966 : Tendre Voyou de Jean Becker
  - 2004 : L'Intrus de Claire Denis

## T
- Tahiti
  - 1923 : Un drame en Polynésie de Raoul Walsh
  - 1928 : Ombres blanches de W. S. Van Dyke et Robert Flaherty
  - 1929 : Chanson païenne de W. S. Van Dyke
  - 1935 : Taro le païen de Richard Thorpe
  - 1962 : Les Révoltés du Bounty de Lewis Milestone
  - 1963 : How to Stuff a Wild Bikini de  William Asher
  - 1980 : Magnum, de Glen A. Larson et Donald Bellisario
  - 1983 : Marae, de Henri Hiro
  - 1986 : Dakota Harris de Colin Eggleston
  - 1988 : Itinéraire d'un enfant gâté de Claude Lelouch
  - 1991 : Atlantis de Luc Besson
  - 2015 : Point Break de Ericson Core
  - 2017 : Gauguin : Voyage de Tahiti d'Édouard Deluc
  - 2018 : Heiva, la colère des dieux de Jonathan Bougard
  - 2019 : Mara V, de Jonathan Bougard

## Lieux à déterminer
- 1931 : Tabou, de  Friedrich Wilhelm Murnau et Robert Flaherty
- 1962 : La Belle des îles, de Ted Kotcheff
- 2000 : Le Prince du Pacifique d'Alain Corneau
- 2011 : L'Ordre et la Morale de Mathieu Kassovitz
- 2011 : Une lubie de Monsieur Fortune de Philippe Venault (téléfilm)
- 2017 : Gauguin : Voyage de Tahiti d'Édouard Deluc
- 2019 : Coco Hotahota, Te Maeva de Jonathan Bougard